# Dios le Guarde
Dios le Guarde is een gemeente in de Spaanse provincie Salamanca in de regio Castilië en León met een oppervlakte van 16,34 km². Dios le Guarde telt 139 inwoners (1 januari 2016).

## Demografische ontwikkeling
Bron: INE, 1857-2011: volkstellingen